# 王都 (萬曆進士)
王都（1555年—？），字邦畿，號琴川，山東東昌府臨清衛人，官籍，明朝政治人物。

## 生平
萬曆十年（1582年）壬午科山東鄉試第六十名，萬曆十四年（1586年）丙戌科會試二百九名，登三甲第一百三十九名。都察院观政，本年授直隸大名府推官。十九年丁憂歸，二十年考察調簡，二十一年除浙江温州府推官，二十五年改任教职，二十六年考察。

## 家族
曾祖王英，曾任千戶；祖父王崙，曾任縣丞；父王雍熙，曾任散官。母陳氏；甄氏；黃氏。具庆下。兄王璽、王境（武举人）、王一元。弟王至、王陛、王臺（生员）、王永年。